# Pseudopleuropus
Pseudopleuropus är ett släkte av bladmossor. Pseudopleuropus ingår i familjen Brachytheciaceae.
Kladogram enligt Catalogue of Life:
| Pseudopleuropus | \| \| Pseudopleuropus himalayanus \| \| \| \| \| \| Pseudopleuropus indicus \| \| \| \| \| \| Pseudopleuropus morrisonensis \| \| \| \| |
|                 | \| \| Pseudopleuropus himalayanus \| \| \| \| \| \| Pseudopleuropus indicus \| \| \| \| \| \| Pseudopleuropus morrisonensis \| \| \| \| |
|                 | Pseudopleuropus himalayanus |
|                 | |
|                 | Pseudopleuropus indicus |
|                 | |
|                 | Pseudopleuropus morrisonensis |
|                 | |